# قائمة بطاركة الإسكندرية
بطريرك الإسكندرية (المعروف أيضًا باسم أسقف الإسكندرية أو بابا الإسكندرية) هو أعلى أسقف في مصر. يرجع البطاركة نسبهم إلى القديس مرقس الرسول.
في أعقاب مجمع خلقيدون عام 451، حدث انشقاق في مصر، بين الذين قبلوا والذين رفضوا قرارات المجمع. الأولون عُرفوا باسم الخلقيدونيين، وعرف الأخيرون باسم الميافيزيين. على مدى العقود القليلة التالية، تنافس هذان الحزبان على الكرسي الإسكندري، وكثيراً ما كانا لا يزالان يعترفان بالبطريرك نفسه. ولكن بعد عام 536، أقاموا بطريركيات منفصلة دائمة، وحافظوا على سلالات منفصلة من البطاركة. أصبح الميافيزيون الكنيسة القبطية الأرثوذكسية (جزء من الأرثوذكسية المشرقية)، وأصبح الخلقيدونيون كنيسة الإسكندرية للروم الأرثوذكس (جزء من الكنيسة الأرثوذكسية الشرقية الأوسع).
ولذلك، تحتوي هذه القائمة فقط على البطاركة الذين خدموا قبل 536. بالنسبة للباباوات والبطاركة اللاحقين، اتبع الروابط في أسفل هذه الصفحة.

## قائمة البطاركة (قبل عام 536)
1. مرقس الأول (43 - 68)
2. إنيانوس (68 - 85)
3. ميليوس (85 - 98)
4. كردونوس (98 - 109)
5. إبريموس (109 - 121)
6. يسطس (121 - 131)
7. أومانيوس (131 -141)
8. مركيانوس (142 - 152)
9. كلاديانوس (152 - 166)
10. أغربينوس (167 - 178)
11. يوليانوس (178 - 189)
12. ديمتريوس الأول (189 - 232)
13. ياراكلاس (232 - 248)
14. ديونيسيوس (248 - 264)
15. مكسيموس (265 - 282)
16. ثاؤنا (282 - 300)
17. بطرس الأول (300 - 311)
18. أرشيلاوس (312 - 313)
19. ألكسندروس الأول (313 - 326)، تواجد في المجمع المسكوني الأول
20. أثناسيوس الأول (328 - 339) شغل منصب شماس في المجمع الأول؛ أصبح فيما بعد بابا الإسكندرية
21. غريغوريوس الكبادوكي (339 - 346)، وهو آريوسي قام بتثبيته الإمبراطور.
22. أثناسيوس الأول (أستعاد منصبه) (346 - 373)
23. بطرس الثاني (373 - 380)
24. تيموثاوس الأول (380 - 385)، تواجد في المجمع المسكوني الثاني
25. ثيوفيلس الأول (385 - 412)
26. كيرلس الأول (412 - 444)، تواجد في المجمع المسكوني الثالث
27. ديوسقورس الأول (444 - 451)، تواجد في مجمع أفسس الثاني. تم عزل البابا ديوسقورس لاحقا من قبل مجمع خلقيدونية لكن لا يزال معترفًا به من قبل الميافيزيين حتى وفاته في 454.
28. بروتيريوس (451 - 457) تم خلعه من قبل المجمع القبطي (الإسكندري) تحت تيموثاوس الثاني، خلقيدوني
29. تيموثاوس الثاني (457 - 460)، ميافيزي
30. تيموثاوس الثالث (460 - 475)، خلقيدوني لكن غير المعترف به من قبل الميافيزيين الذين واصلوا الاعتراف بتيموثاوس الثاني
تيموثاوس الثاني (استعاد منصبه) (475 - 477)، ميافيزي
31. بطرس الثالث (477)، ميافيزي
تيموثاوس الثالث (استعاد منصبه) (477 - 481)، خلقيدوني
32. يوأنس الأول (481 - 482)، خلقيدوني لكن غير المعترف به من قبل الميافيزيين الذين واصلوا الاعتراف ببطرس الثالث
بطرس الثالث (استعاد منصبه) (482 - 490)، ميافيزي
33. أثناسيوس الثاني (490 - 496)، ميافيزي
34. يوأنس الأول (الثاني) (496 - 505)، ميافيزي
35. يوأنس الثاني (الثالث) (505 - 516)، ميافيزي
36. ديوسقورس الثاني (516 - 517)، ميافيزي
37. تيموثاوس الثالث (الرابع) (517 - 535)، ميافيزي
38. ثيؤدوسيوس الأول (535 - 536)، ميافيزي
غايناس (536)، في معارضة ثيؤدوسيوس

في عام 536، سحبت كنيسة الإسكندرية للروم الأرثوذكس اعترافها بثيؤدوسيوس الأول وانتخبت بولس بطريركاً، بينما استمرت الكنيسة القبطية الأرثوذكسية بالإسكندرية في الاعتراف بثيؤدوسيوس. لخلافة الباباوات (الأقباط) والبطاركة (الروم) اللاحقة، انظر:
- قائمة بابوات الكنيسة القبطية الأرثوذكسية.
- قائمة بطاركة الإسكندرية للروم الأرثوذكس.

## روابط خارجية
- الإقامة البابوية القبطية
- بطريركية الإسكندرية للروم الأرثوذكس
- موسوعة كليرمونت القبطية